# Cyperus lancastriensis
Cyperus lancastriensis är en halvgräsart som beskrevs av Thomas Conrad Porter. Cyperus lancastriensis ingår i släktet papyrusar, och familjen halvgräs. Inga underarter finns listade i Catalogue of Life.